# Stara Zagora
Stara Zagora (búlgaro: Стара Загора) é uma cidade da Bulgária localizada no distrito de Stara Zagora.
Entre os séculos IV e VII, a cidade fez parte do Império Bizantino e era chamada de Beroe. Era residência de um arcebispo e um centro religioso cristão na época.

## População
| Stara Zagora | Stara Zagora | Stara Zagora | Stara Zagora | Stara Zagora | Stara Zagora | Stara Zagora | Stara Zagora | Stara Zagora | Stara Zagora | Stara Zagora | Stara Zagora | Stara Zagora | Stara Zagora | Stara Zagora | Stara Zagora | Stara Zagora | Stara Zagora | Stara Zagora | Stara Zagora |
| --- | ------------ | ------------ | ------------ | ------------ | ------------ | ------------ | ------------ | ------------ | ------------ | ------------ | ------------ | ------------ | ------------ | ------------ | ------------ | ------------ | ------------ | ------------ | ------------ |
| Ano | 1887         | 1910         | 1934         | 1946         | 1956         | 1965         | 1975         | 1985         | 1992         | 2001         | 2002         | 2003         | 2004         | 2005         | 2006         | 2007         | 2008         | 2009         | 2010         |
| População |              |              |              | 37,220       | 55,094       | 88,621       | 122,277      | 150,803      | 150,518      | 143,420      | 144,127      | 143,871      | 141,722      | 141,489      | 141,480      | 141,597      | 140,303      | 140,710      | 140,456      |
| Fontes: Instituto Nacional de Estatísticas, „citypopulation.de“, „pop-stat.mashke.org“, Bulgarian Academy of Sciences |              |              |              |              |              |              |              |              |              |              |              |              |              |              |              |              |              |              |              |